# 北野神社 (江戸川区)
北野神社（きたのじんじゃ）は東京都江戸川区の神社。

## 歴史
創建年代は不明である。伊予田村の鎮守であった。1909年（明治42年）に、現在地にあった稲荷神社と合祀した。そういう経緯から、神紋は梅鉢紋に稲が囲うような意匠となっている。1964年（昭和39年）には須賀神社も合祀している。
当社の神事に「茅の輪くぐり」というものがある。これは、昭和期に合祀した旧須賀神社の神事だったものである。旧須賀神社の祭神の素戔鳴尊の蘇民将来伝説に由来するもので、茅の輪をくぐれば流行病を防ぐことができるという。

## 文化財
- 茅の輪くぐり - 江戸川区指定無形民俗文化財・風俗習慣、昭和56年1月13日告示[3]

## 交通アクセス
- 江戸川駅より徒歩1分。

## 関連文献
- 「伊豫田村 天神稲荷合社」『新編武蔵風土記稿』 巻ノ27葛飾郡ノ8、内務省地理局、1884年6月。NDLJP:763979/45。